# Eleccions legislatives daneses de juliol de 1920
Les eleccions legislatives daneses de juliol 1920 se celebraren el 6 de juliol de 1920 (el 3 d'agost a les illes Fèroe). El més votat fou el Venstre, però formaren govern els socialdemòcrates dirigit per Thorvald Stauning.
| Partit                             | Líder        | Vots    | %     | Escons | +/-   |       |
| ---------------------------------- | ------------ | ------- | ----- | ------ | ----- | ----- |
| Venstre                            |              | 347,044 | 36,3% | 51     | +3    |       |
| Socialdemokratiet                  |              | 285,166 | 29,8% | 42     | +0    |       |
| Det Konservative Folkeparti        |              | 180,293 | 18,8% | 26     | -2    |       |
| Det Radikale Venstre               |              | 111,055 | 11,6% | 16     | -1    |       |
| Erhvervspartiet                    |              | 25,627  | 2,7%  | 4      | +0    |       |
| Centrum                            |              | 2,961   | 0,3%  | 0      | +0    |       |
| Frie Socialdemokrater (E)          |              | 2,793   | 0,3%  | 0      | +0    |       |
| Danmark Venstresocialistiske Parti |              | 2,439   | 0,2%  | 0      | +0    |       |
| Sambandsflokkurin                  |              | 2.693   | 0,1%  | 1      | +0    |       |
| Total                              | Total        |         |       | 149    |       |       |
| Participació                       | Participació | 74,9%   | 74,9% | 74,9%  | 74,9% | 74,9% |
| Font                               | Font         | [ 1 ]   | [ 1 ] | [ 1 ]  | [ 1 ] | [ 1 ] |